# Spärrtry
Spärrtry (Lonicera morrowii) är en art i familjen kaprifolväxter från Japan. Arten odlas som trädgårdsväxt i Sverige. Bären är giftiga och ger kräkningar, ansiktsrodnad, överdriven törst och vidgade pupiller.

## Synonymer
- Caprifolium morrowii Kuntze
- Lonicera insularis Nakai
- Lonicera morrowii var. gamushiensis Hayashi
- Xylosteon morrowii (A.Gray) Moldenke